# Неезе, Николай Николаевич
Николай (Даниил/Даниэль) Николаевич Неезе (1818—1889) — прибалтийский фармаколог, фармаколог; адъюнкт-профессор Императорского университета Святого Владимира.

## Биография
Николай Неезе родился в 1818 году в городе Риге. В 1841 году он получил от Императорского Дерптского университета звание провизора и вскоре открыл в Риге свою аптеку .
В 1854 году Николай Николаевич Неезе переехал в Киев, где был избран советом университета в ученые аптекари и получил звание адъюнкт-профессора. На него было возложено управление университетской аптекой и преподавание фармацевтам и студентам университета фармации и фармакогнозии. В должности адъюнкт-профессора Неезе пробыл до 1863 года, когда вышел в отставку и открыл в Киеве первую торговлю аптекарскими товарами.
Научная деятельность Неезе выразилась в длинном ряде работ, помещенных им как в специальных изданиях, так и выпущенных отдельными книгами. Среди прочего Неезе составил на основании архивных документов историю киевской евангелическо-лютеранской церкви и общины «Geschichte der Evangelisch-Lutherischen Kirche und Gemeinde in Kiew» (Киев, 1882). Список всех сочинений Неезе напечатан в Биографическом Словаре профессоров и преподавателей университета Святого Владимира (изд. под ред. В. С. Иконникова. Киев, 1884), откуда и заимствованы приведенные биографические сведения.
18 марта 1889 года Николай Николаевич Неезе гулял в саду, чтобы посмотреть любимыми первые весенние цветы; видимо в этот день он простудился и 25 марта 1889 года скоропостижно скончался.

## Избранная библиография
- «Die Analogien des Chroms mit dem Eisen und Mangan» (в «Arbeiten des Naturforschenden Vereins zu Riga», 1845, в. I),
- «Das Klima von Riga nach 7-jährigen Beobachtungen des Oberlehrers Deeters berechnet» (в «Correspondenzblatt des Naturforschenden Vereins zu Riga», 1849),
- «Das Klima von Fellin, nach 23 jährigen Beobachtungen des Dr. Dumpf» (ib.),
- «Die Eisbedeckung der Düna bei Riga» (в «Метеорологическом Обозрении России», 1852),
- «Chemische Analyse des Wassers der Düna bei Riga und eines daselbst befindlichen artesischen Brunnens» (Рига, 1852, вместе с Seezen),
- «Bereitung des unterphosphorigsauern Kalkes und Natrons» (в «Archiv der Pharmacie»,1859),
- «Фармация для фармацевтов и врачей» (издание военно-медицинского департамента, СПб., 1862)[7].